# Соколац (Шипово)
Соколац је насељено мјесто у општини Шипово, Република Српска, БиХ. Према попису становништва из 2013. у насељу је живјело 130 становника.

## Географија
Соколац се налази између планина Суваја и Боровица, крајем села пролази ријека Сокочница. Налази се на магистралном путу Шипово-Бараћи, Мркоњић Град.

## Становништво
Тренутно је Соколац насељен искључиво српским живљем.
Најчешћа српска презимена у Сокоцу су: Јовић, Јакшић, Врбљанац, Калкан, Тодорчевић, Вишекруна, Стојичић, Радић, Малиновић, Станковић и друга.
|           | 2013.        | 1991.        | 1981.        | 1971.        | 1961.        |
| Укупно    | 133 (100,0%) | 173 (100,0%) | 203 (100,0%) | 328 (100,0%) | 433 (100,0%) |
| Срби      | 132 (99,25%) | 157 (90,75%) | 185 (91,13%) | 306 (93,29%) | 413 (95,38%) |
| Македонци | 1 (0,752%)   | –            | –            | –            | –            |
| Бошњаци   | –            | 16 (9,249%)1 | 17 (8,374%)1 | 21 (6,402%)1 | 20 (4,619%)1 |
| Остали    | –            | –            | 1 (0,493%)   | 1 (0,305%)   | –            |

1. 1 На пописима од 1971. до 1991. Бошњаци су пописивани углавном као Муслимани.

## Галерија
- Тврђава Соко Град